# الصوت عبر إن أر
تقنية VoNR أو "الصوت عبر الراديو الجديد" (المعروفة أيضًا بـ "الصوت عبر الجيل الخامس" أو Vo5G ) هي معيار اتصالات لاسلكية عالية السرعة يعتمد على تقنية الجيل الخامس 5G، مخصصة للهواتف المحمولة والأجهزة الطرفية، بما في ذلك أجهزة إنترنت الأشياء (IoT) والأجهزة القابلة للارتداء. تستفيد تقنية VoNR بشكل كامل من النواة المستقلة لشبكة الجيل الخامس (5G Standalone (SA))، مما يمنحها جودة صوت أفضل مقارنةً بسابقتها تقنية الصوت عبر التطور طويل الأمد (VoLTE).  زمن إعداد المكالمات في تقنية VoNR أسرع من تقنية VoLTE بفضل انخفاض زمن الاستجابة الطبيعي في شبكات الجيل الخامس (5G NR). كما تُزيل تقنية VoNR الحاجة إلى الاعتماد على شبكة LTE كمرساة، مما يتيح بقاء المكالمة الصوتية بالكامل على شبكة الجيل الخامس.
عادةً ما يتم احتساب مكالمات VoNR بنفس تكلفة المكالمات الأخرى.
لإجراء مكالمة باستخدام VoNR، يجب أن يدعم الجهاز، وبرامجه الثابتة (Firmware)، ومزود خدمة الهاتف المحمول هذه التقنية في المنطقة، ويجب أن تكون جميعها قادرة على العمل معًا.

## روابط خارجية
- ما هو 5G VoNR؟
- شبكة 5G المستقلة مقابل شبكة 5G غير المستقلة
- 5G | شاركTechnote